# Hoken 3 (Quedlinburg)

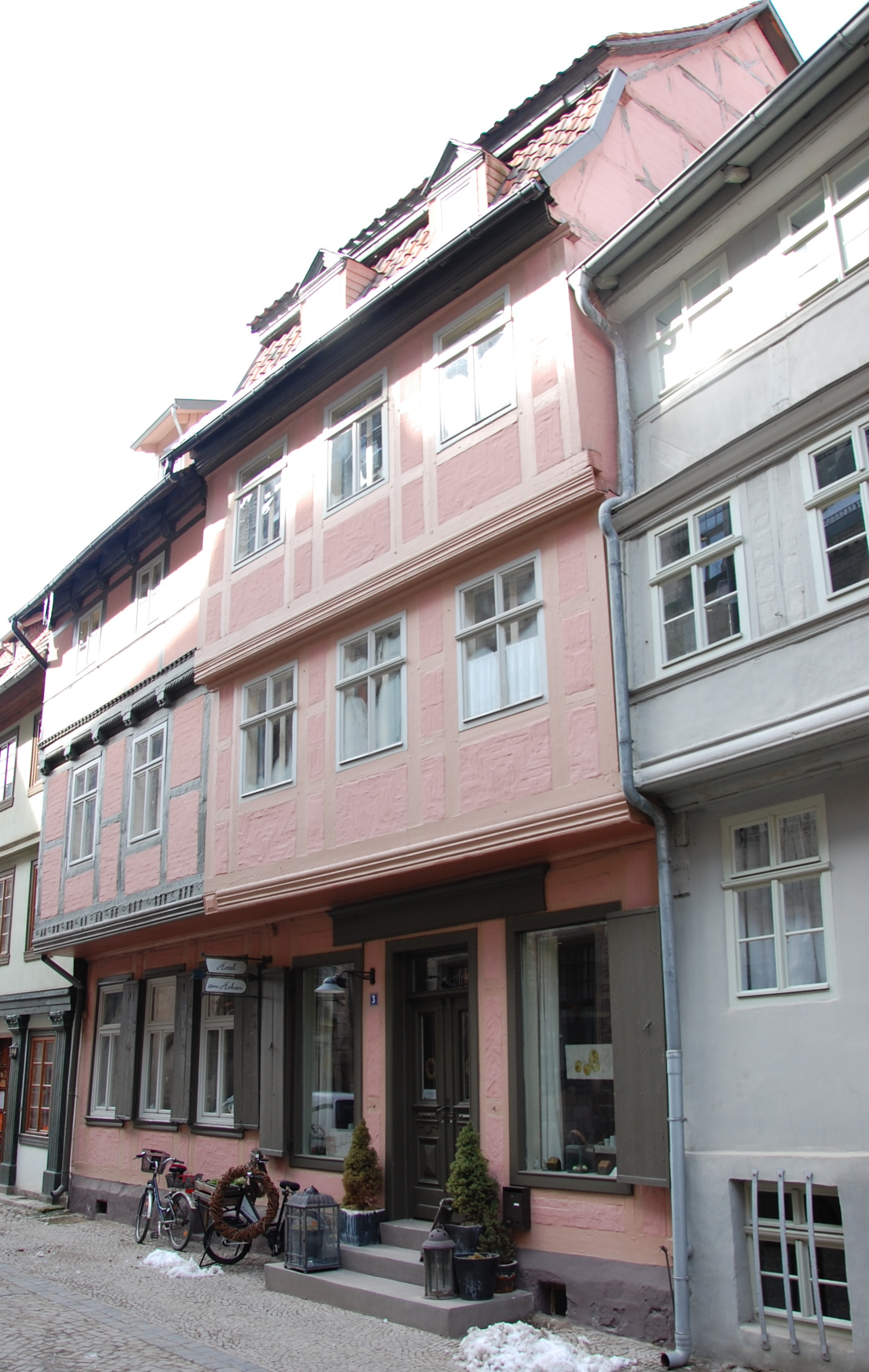
Haus Hoken 3, Ostseite

Das Haus Hoken 3 ist ein denkmalgeschütztes Gebäude in der Stadt Quedlinburg in Sachsen-Anhalt.

## Lage
Es steht westlich des Quedlinburger Rathauses nördlich des Marktplatzes der Stadt. Die westliche Traufseite ist der Marktstraße, die östliche der Straße Hoken zugewandt. Das Gebäude ist Teil des UNESCO-Weltkulturerbes und im Quedlinburger Denkmalverzeichnis als Wohnhaus eingetragen. Südlich grenzt das gleichfalls denkmalgeschützte Haus Hoken 2, nördlich das Haus Hoken 4 an.

## Architektur und Geschichte
Das dreigeschossige Fachwerkhaus besteht aus zwei Gebäudeteilen. Der südliche Teil ist älter und im Stil der Renaissance errichtet. Bedeckt wird dieser Teil von einem steilen Dach. Der nördliche Teil ist jünger und stammt aus der Zeit um 1740. Auf der westlichen Fassadenseite trägt dieser Teil ein Zwerchhaus. Bei beiden Gebäudeteilen kragen die Obergeschosse auf der Ostseite deutlich über das Erdgeschoss vor.
Als Verzierungen bestehen neben einem Inschriftenband ein Arkadenfries sowie ein seltenes Konsoldekor.